# Charles Berglund
Ralph Douglas Charles "Challe" Berglund, född 18 januari 1965, är en svensk tidigare ishockeyspelare och sedermera ishockeytränare, som för närvarande är assisterande för Leksands IF. Han har verkat som skribent om trav och annat oddsspel i främst Aftonbladet. Berglund är gift med den framgångsrike travtränaren Stig H Johanssons dotter.
Han har tidigare arbetat som hockeyexpert på ATG för Hockeyettan och SHL-sändningar.

## Spelarkarriären
Charles Berglund inledde sin ishockeykarriär som ungdomsspelare i Rönninge, men bytte tidigt klubb till IFK Tumba som har blivit hans officiella moderklubb. Berglund gick över till Djurgårdens IF där han spelade som junior. Efter att inte ha platsat i Djurgårdens A-lag representerade Berglund Huddinge IK i dåvarande Division I som var näst högsta serien i seriepyramiden. Efter två år i Huddinge och ett år med Nacka HK fick Berglund 1987 chansen med Djurgården igen och växte ut till en av lagets viktigaste spelare. Förutom en tvåårig avstickare till Schweiz och Nationalliga A där han representerade EHC Kloten var han Djurgården trogen fram till att han slutade som spelare 2001.

## Meriter som spelare
Berglund spelade i Tre Kronor under OS i Lillehammer då laget tog guld. Han blev även världsmästare 1991. 1991 och 1992 vann han Europacupen i ishockey med Djurgården och 1996 blev han schweizisk mästare med EHC Kloten. Han var mycket glad över att ha tagit lika många SM-guld som sin far Sven-Erik "Necke" Berglund, som tog 5 SM-guld i rugby med Älvsjö AIK på 50-talet. 
Berglund spelade 142 A och 17 B-landskamper och har varit lagkapten i både Tre kronor och Djurgården. Hans långa och framgångsrika hockeykarriär har bland annat resulterat i att han är nummer 155 som fått Stora Grabbars och Tjejers Märke.

## Tränarkarriären
Efter ett uppehåll från ishockeyn åtog sig Berglund tränarrollen i Väsby IK. Efter en säsong återkom han till Djurgården där han verkade som assisterande tränare i två säsonger innan han fick chansen som huvudtränare för Timrå IK. Efter tre år som ansvarig där Timrå nådde slutspel varje år fick han lämna klubben och tog istället över Modo Hockey 2010 med ett kontrakt över två år. Modo slutade dock sist i Elitserien under Berglunds första år och fick kvala sig kvar. Efter säsongen fick Berglund sparken av klubben.
Efter ett års bortavaro från tränarrollen meddelades den 30 januari 2012 att Berglund skulle överta rollen som huvudtränare i Djurgården Hockey säsongen 2012/13 samt 2013/14. Han tog över posten redan i mars för att leda Djurgården som hamnat i Kvalserien. Berglund, som även hade rollen som sportchef, lyckades dock inte hålla kvar DIF i Elitserien. Efter svaga resultat även i Hockeyallsvenskan lämnade Berglund i november 2012 posten som huvudtränare för att fortsättningsvis enbart vara sportchef.
9 april 2014 meddelade Djurgården Hockey att Berglund slutar som sportchef. Berglund lämnade chefsposten i augusti 2014 efter två år.

## Utmärkelser
Den 24 januari 2012 uppmärksammade Djurgården Challe Berglunds karriär genom att hans tröja hissades upp i taket vid en ceremoni på Hovet i samband med en match mellan Djurgården och Färjestad.

## Klubbar som spelare
- Djurgårdens IF, 1997-2001
- EHC Kloten, 1995-1997
- Djurgårdens IF, 1987-1995
- Nacka HK, 1986-1987
- Huddinge IK, 1984-1986
- Djurgårdens IF juniorer, 1982-1984

## Klubbar som tränare
- Väsby IK Hockey, 2004-2005
- Djurgårdens IF (assisterande tränare), 2005-2007
- Timrå IK, 2007-2010
- Modo Hockey, 2010-2011
- Djurgårdens IF (huvudtränare), 2012-2013
- HV71 (assisterande tränare), 2023
- Leksands IF (assisterande tränare) 2023–

## Meriter
- OS-Guld 1994
- VM-Guld 1991
- VM-Silver 1993, 1995
- VM-Brons 1994
- SM-Guld 1989, 1990, 1991, 2000, 2001
- Canada Cup, trea 1991
- Europacupguld för klubblag 1991, 1992
- Schweiziskt guld 1996